# William A. Moseley
William Abbott Moseley (* 20. Oktober 1798 in Whitesboro, Oneida County, New York; † 19. November 1873 in New York City) war ein US-amerikanischer Politiker. Zwischen 1843 und 1847 vertrat er den Bundesstaat New York im US-Repräsentantenhaus.

## Werdegang
William Moseley besuchte bis 1816 das Yale College. Nach einem erfolgreichen Medizinstudium praktizierte er für einige Zeit als Arzt. Nach einem anschließenden Jurastudium und seiner Zulassung als Rechtsanwalt begann er in Buffalo in diesem Beruf zu arbeiten. Politisch schloss er sich der Whig Party an. Im Jahr 1835 war er Abgeordneter der New York State Assembly; von 1838 bis 1841 saß er im Staatssenat.
Bei den Kongresswahlen des Jahres 1842 wurde Moseley im 32. Wahlbezirk von New York in das US-Repräsentantenhaus in Washington, D.C. gewählt, wo er am 4. März 1843 die Nachfolge des späteren US-Präsidenten Millard Fillmore antrat. Nach einer Wiederwahl konnte er bis zum 3. März 1847 zwei Legislaturperioden im Kongress absolvieren. Die Zeit bis 1845 war von den Spannungen zwischen Präsident John Tyler und den Whigs belastet. Außerdem wurde damals bereits über eine mögliche Annexion der seit 1836 von Mexiko unabhängigen Republik Texas diskutiert. Diese Diskussionen führten im Jahr 1845 zum Mexikanisch-Amerikanischen Krieg, der Moseleys zweite Legislaturperiode prägte.
Nach dem Ende seiner Zeit im US-Repräsentantenhaus war William Moseley wieder als Anwalt tätig. Politisch ist er nicht mehr in Erscheinung getreten. Er starb am 19. November 1873 in New York und wurde in Buffalo beigesetzt.